# Deelnemers UEFA-toernooien Faeröer
Onderstaande tabellen bevatten de deelnemers aan de UEFA-toernooien uit  Faeröer.

## Mannen
NB Klikken op de clubnaam geeft een link naar het Wikipedia-artikel over het betreffende toernooi in het betreffende seizoen.
| Seizoen | Champions League     | Europacup II                                           | UEFA Cup                  | Intertoto Cup     |
| ------- | -------------------- | ------------------------------------------------------ | ------------------------- | ----------------- |
| 1992/93 | KÍ Klaksvík          | B36 Tórshavn                                           |                           |                   |
| 1993/94 | B68 Toftir           | Havnar B Tórshavn                                      |                           |                   |
| 1994/95 |                      | B71 Sandur                                             | GÍ Gøta Havnar B Tórshavn |                   |
| 1995/96 |                      | KÍ Klaksvík                                            | GÍ Gøta                   | Havnar B Tórshavn |
| 1996/97 |                      | Havnar B Tórshavn                                      | B71 Sandur GÍ Gøta        | B68 Toftir        |
| 1997/98 | GÍ Gøta              | Havnar B Tórshavn                                      | KÍ Klaksvík               | B36 Tórshavn      |
| 1998/99 | B36 Tórshavn         | GÍ Gøta                                                | Havnar B Tórshavn         | VB Vágur          |
| Seizoen | Champions League     | UEFA Cup                                               | Intertoto Cup             |                   |
| 1999/00 | Havnar B Tórshavn    | B36 Tórshavn KÍ Klaksvík                               | GÍ Gøta                   |                   |
| 2000/01 | KÍ Klaksvík          | B36 Tórshavn GÍ Gøta                                   | Havnar B Tórshavn         |                   |
| 2001/02 | VB Vágur             | GÍ Gøta Havnar B Tórshavn                              | B68 Toftir                |                   |
| 2002/03 | B36 Tórshavn         | GÍ Gøta KÍ Klaksvík                                    | B68 Toftir                |                   |
| 2003/04 | Havnar B Tórshavn    | KÍ Klaksvík NSÍ Runavik                                | GÍ Gøta                   |                   |
| 2004/05 | Havnar B Tórshavn    | B36 Tórshavn B68 Toftir                                | NSÍ Runavik               |                   |
| 2005/06 | Havnar B Tórshavn    | B36 Tórshavn NSÍ Runavik                               | Skála ÍF                  |                   |
| 2006/07 | B36 Tórshavn         | GÍ Gøta Skála ÍF                                       | Havnar B Tórshavn         |                   |
| 2007/08 | Havnar B Tórshavn    | B36 Tórshavn EB/Streymur Eiði                          | KÍ Klaksvík               |                   |
| 2008/09 | NSÍ Runavik          | B36 Tórshavn EB/Streymur Eiði                          | Havnar B Tórshavn         |                   |
| Seizoen | Champions League     | Europa League                                          |                           |                   |
| 2009/10 | EB/Streymur Eiði     | B36 Tórshavn Havnar B Tórshavn NSÍ Runavik             |                           |                   |
| 2010/11 | Havnar B Tórshavn    | EB/Streymur Eiði NSÍ Runavik Víkingur Gøta             |                           |                   |
| 2011/12 | Havnar B Tórshavn    | EB/Streymur Eiði ÍF Fuglafjørður NSÍ Runavik           |                           |                   |
| 2012/13 | B36 Tórshavn         | EB/Streymur Eiði NSÍ Runavik Víkingur Gøta             |                           |                   |
| 2013/14 | EB/Streymur Eiði     | Havnar B Tórshavn ÍF Fuglafjørður Víkingur Gøta        |                           |                   |
| 2014/15 | Havnar B Tórshavn    | B36 Tórshavn ÍF Fuglafjørður Víkingur Gøta             |                           |                   |
| 2015/16 | B36 Tórshavn         | Havnar B Tórshavn NSÍ Runavik Víkingur Gøta            |                           |                   |
| 2016/17 | B36 Tórshavn         | Havnar B Tórshavn NSÍ Runavik Víkingur Gøta            |                           |                   |
| 2017/18 | Víkingur Gøta        | B36 Tórshavn KÍ Klaksvík NSÍ Runavik                   |                           |                   |
| 2018/19 | Víkingur Gøta ->     | Víkingur Gøta B36 Tórshavn KÍ Klaksvík NSÍ Runavik     |                           |                   |
| 2019/20 | Havnar B Tórshavn -> | Havnar B Tórshavn B36 Tórshavn KÍ Klaksvík NSÍ Runavik |                           |                   |
| 2020/21 | KÍ Klaksvík ->       | KÍ Klaksvík B36 Tórshavn NSÍ Runavik Havnar B Tórshavn |                           |                   |
| Seizoen | Champions League     | Europa League                                          | Europa Conference League  |                   |
| 2021/22 | Havnar B Tórshavn    | 0                                                      | KÍ Klaksvík NSÍ Runavik   |                   |

### Deelnames
Aantal seizoenen
25x Havnar B Tórshavn
20x B36 Tórshavn
15x NSÍ Runavík
13x KÍ Klaksvík
11x GÍ Gøta
08x Víkingur Gøta
07x EB/Streymur
05x B68 Toftir
03x ÍF Fuglafjørður
02x B71 Sandur
02x Skála ÍF
02x VB Vágur

## Vrouwen
NB Klikken op de clubnaam geeft een link naar het betreffende toernooi in het betreffende seizoen op Wikipedia 
| Seizoen | Women's Cup       |
| ------- | ----------------- |
| 2001/02 | KÍ Klaksvík       |
| 2002/03 | KÍ Klaksvík       |
| 2003/04 | KÍ Klaksvík       |
| 2004/05 | KÍ Klaksvík       |
| 2005/06 | KÍ Klaksvík       |
| 2006/07 | KÍ Klaksvík       |
| 2007/08 | KÍ Klaksvík       |
| 2008/09 | KÍ Klaksvík       |
| Seizoen | Champions League  |
| 2009/10 | KÍ Klaksvík       |
| 2010/11 | KÍ Klaksvík       |
| 2011/12 | KÍ Klaksvík       |
| 2012/13 | KÍ Klaksvík       |
| 2013/14 | KÍ Klaksvík       |
| 2014/15 | KÍ Klaksvík       |
| 2015/16 | KÍ Klaksvík       |
| 2016/17 | KÍ Klaksvík       |
| 2017/18 | KÍ Klaksvík       |
| 2018/19 | EB/Streymur/Skála |
| 2019/20 | EB/Streymur/Skála |
| 2020/21 | KÍ Klaksvík       |
| 2021/22 | KÍ Klaksvík       |

### Deelnames
19x KÍ Klaksvík
02x EB/Streymur Eiði/Skála ÍF
Albanië ·
Andorra ·
Armenië ·
Azerbeidzjan ·
België ·
Bosnië en Herzegovina ·
Bulgarije ·
Cyprus ·
Denemarken ·
Duitsland ·
Engeland ·
Estland ·
Faeröer ·
Finland ·
Frankrijk ·
Georgië ·
Gibraltar ·
Griekenland ·
Hongarije ·
Ierland ·
IJsland ·
Israël ·
Italië ·
Kazachstan ·
Kroatië ·
Kosovo ·
Letland ·
Liechtenstein ·
Litouwen ·
Luxemburg ·
Malta ·
Moldavië ·
Montenegro ·
Nederland ·
Noord-Ierland ·
Noord-Macedonië ·
Noorwegen ·
Oekraïne ·
Oostenrijk ·
Polen ·
Portugal ·
Roemenië ·
Rusland ·
San Marino ·
Schotland ·
Servië ·
Slovenië ·
Slowakije ·
Spanje ·
Tsjechië ·
Turkije ·
Wales ·
Wit-Rusland ·
Zweden ·
Zwitserland

Historie:
DDR ·
Joegoslavië ·
Saarland ·
Sovjet-Unie ·
Tsjecho-Slowakije